# 新兵収容艦
新兵収容艦（しんぺいしゅうようかん、英: receiving ship）は、海軍において、新兵が乗組員として艦に割り当てられるまで、彼らを収容しておくために港湾に置かれる船のことである。新兵練習艦、補充兵収容船などとも訳される。
19世紀の初めごろまで、イギリス海軍では水兵の強制徴募が行われていた。これは自ら望んでいないものを強制的に海軍の兵員とする制度である。その場合、当然彼らの脱走をいかに防ぐかということが問題となるが、その解決策のひとつがこの「新兵収容艦」であった。港湾に浮かんだ船から見つけられずに脱出することは大変困難であり、また、当時の水兵の大半は泳ぐことができなかったからである。
新兵収容艦には、主に、まだ水上に浮かんでいることは出来るが、航海に耐えることは出来ない老朽船が充てられた。年を経た木造船の場合、長年の使用によって船体外皮が劣化し、厳しい外洋の航海に耐えられないのが一般的であった。
また、新兵収容艦は、病院施設がない泊地等で病院の役割を果たすことが多かった。軍艦の艦医はしばしばここで医療行為を行った。